# アジアン (ネコ)
アジアンは、猫の品種でヨーロピアンバーミーズに似ているが、毛色や模様がさまざまである。あらゆる品種の長髪のアジアンはティファニーと呼ばれ、アジアンは、Cat Fancy の統治評議会によってセクション5(バーミーズ) に分類される。

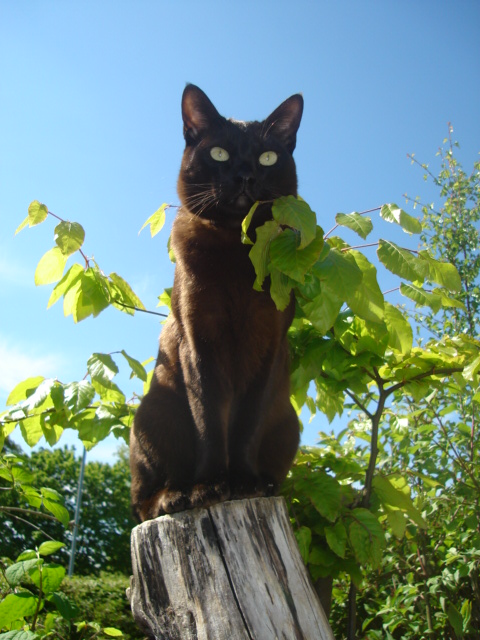

## 歴史

### 起源
この品種は英国で偶然に開発され、 1981年にミランダ・フォン・キルヒベルク男爵夫人によって飼育されたチンチラのペルシャ種牡馬ジャマリ・サンクイストとライラック色のヨーロッパビルマ女王バンビーノ・ライラック・ファベルジェの誤交配から生まれた4匹の子猫から始まった。

### 品種の認識
1981年に最初の子猫が生まれた後、ブリーダーは、この子猫が自分たちの品種になる可能性を示していると信じていた。初期のブリーダーたちは、子猫の表現型はバーミーズとまったく同じであるが、より多くの色と種類があると判断した。 2003年にすべての品種が GCCFでチャンピオンシップの地位を獲得したが、ティファニーはそれを獲得した最後の品種だった。

## 見た目

### 体
アジアンのオスの体重は通常約5～7kgだが、メスの体重はわずかに軽く、3.5kg～5.5 kgです。彼らはコビーであってはならず、バーミーズと似たタイプである。細くて筋肉質な体。

### 頭
頭は体と釣り合いをとりながら、短く幅広でバランスの取れたウェッジを形成する必要がある。頭のてっぺんは耳の間で緩やかに丸く、間隔をあけている必要がある。明確なノーズブレイクがあるはず。鼻がまっすぐな状態で、あごはしっかりしていて、深さもある必要がある。首は中程度の長さと幅でなければならない。

### 耳
耳は中程度から大きめの大きさで、先端が丸く、わずかに前傾している必要がある。ティファニーには、耳の毛皮の房が好ましい。

### 目
目は大きく、緑色から黄色、そして琥珀色の範囲で広がっている必要がある。

### 脚と足
脚は細く、体に比例して中程度の長さで、後脚が前脚よりも長い必要がある。足は楕円形できちんとしている必要がある。

### 尾部
尾の長さは中程度か長く、先端が丸くなっている必要がある。